# Juliano Cazarré
Juliano Cazarré (Pelotas, 24 settembre 1980) è un attore brasiliano.

## Biografia
Juliano è figlio dello scrittore Lourenço Cazarré e pronipote degli attori Olney Cazarré e Older Cazarré. Nato a Pelotas, nel Rio Grande do Sul, durante l'infanzia si è spostato con la famiglia a Brasilia, città dove si è anche laureato.
Cazarré ha esordito come attore in teatro. Approdato poi al cinema e alla televisione, è stato nominato nella categoria dei migliori attori al Festival de Gramado per il film Nome Próprio nel 2007. Nel 2008 ha partecipato al videoclip di Desabafo, canzone di Marcelo D2.
Dal 2010 la sua carriera di attore si è sviluppata perlopiù nelle telenovelas. Nel 2011 Cazarré è apparso in Insensato Coração. Nel 2012 ha lavorato in Avenida Brasil, che gli ha permesso di vincere numerosi premi. . Nel 2013 fa parte del cast di Amor à vida. Nel 2015 Cazarré ha fatto parte del cast di A Regra do Jogo. Sempre nel 2015 è stato diretto dal regista Fernando Meirelles nel film Passioni e desideri.
Nel 2016 è stato protagonista del film Boi Neon, diretto da Gabriel Mascaro: la pellicola, che è stata presentata ai festival cinematografici di Toronto, Marrakesh e Venezia (dove è stata premiata) , ha anche ottenuto recensioni positive da parte dei media specializzati nordamericani (il New York Times ha inserito il lungometraggio tra i migliori dieci dell'anno). 

## Vita privata
Cazarré è stato allevato nello spiritismo. All'Università di Brasilia ha conosciuto la futura biologa e giornalista Letícia Bastos, con la quale ha iniziato una relazione nel 2009; i due si sono poi sposati con una cerimonia spiritista alla fine del 2011. La coppia ha sei figli: Vicente, Inácio, Gaspar, Maria Madalena, Maria Guilhermina ed Estevao.  Nel marzo 2015 l'attore e la moglie hanno rinnovato il loro matrimonio a Las Vegas. Nel 2019, dopo aver interpretato il ruolo di Gesù in un dramma religioso, Cazarré si è convertito al cattolicesimo. Il 29 settembre 2020 Juliano e Leticia si sono uniti nuovamente in matrimonio, stavolta secondo il rito cattolico; nell'occasione due dei loro figli sono stati battezzati e hanno anche ricevuto la prima comunione.